# HD 161988
HD 161988，又名CP-76 1226，SAO 257542、HR 6635，是一颗恒星，视星等为6.07，位于銀經317.57，銀緯-23.16，其B1900.0坐标为赤經17h 43m 31.9s，赤緯-76° -23.16′ 18″。